# 桜木 (熊本市)
桜木（さくらぎ）は、熊本県熊本市東区の町名。桜木一丁目から桜木六丁目が設置されている。2011年5月1日現在の人口は17,408人。郵便番号861-2101。

## 地理
熊本市東部に位置する閑静な郊外の住宅街である。北で佐土原、東で上益城郡益城町大字広崎、南で沼山津、西で花立と接する。
同じ東部でも、マンションなども混在している健軍・出水・帯山等に比べ一戸建てが多く立ち並び、あまりマンションは見られない。
また、汎称地名としての桜木は、桜木1-6丁目・花立1-6丁目周辺を指す。

## 歴史
旧上益城郡秋津村の一部。

## 施設

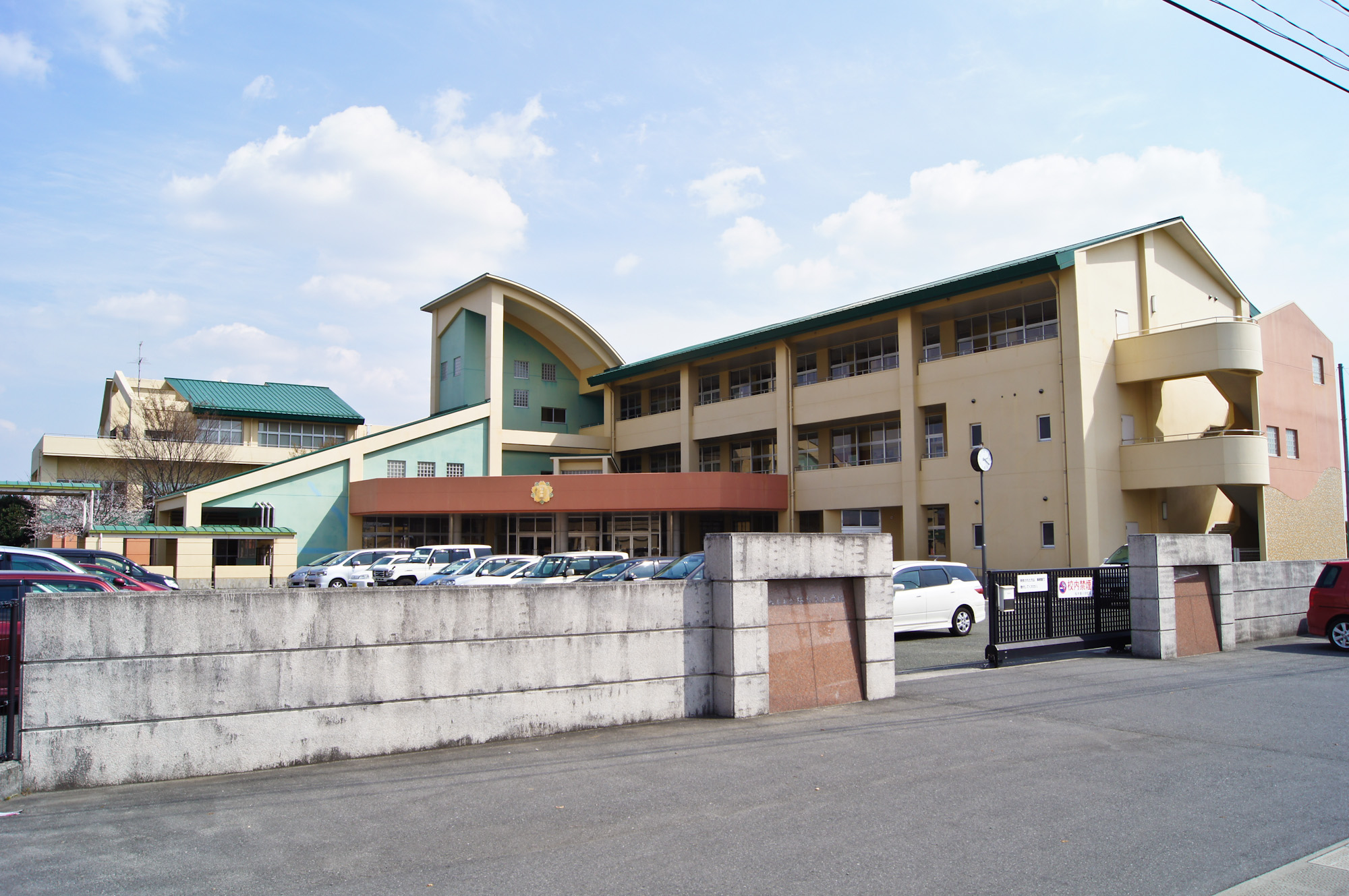
熊本市立桜木東小学校

- 熊本市桜木小学校
- 熊本市立桜木東小学校
- 熊本市立桜木中学校
- 熊本県畜産会館
- 秋津郵便局
- 熊本日の出保育園
- 保育園やまびこ

- 沼山津神社

## 交通

### 鉄道
現在当地内に鉄道は通っていないが、熊本市電を健軍電停から、ほぼ益城町との市郡界に位置する沼山津・小楠公園前まで延伸する案が持ち上がっている。（第二空港線には市電延伸を求める大きな看板が十年以上も前からかかっている）

### バス
路線バスは、九州産交バスが運行をしている。木山・健軍・桜町バスターミナル方面に向かう本数は多く、利便性は高い。
また、益城空港インター前からは九州各都市へ向かう高速バスないし都市間バスに乗降できる。

### 道路
- 熊本県道28号熊本高森線
- 熊本県道36号熊本益城大津線（第二空港線）
- 熊本県道232号小池竜田線